# Melchor Portocarrero Lasso de la Vega

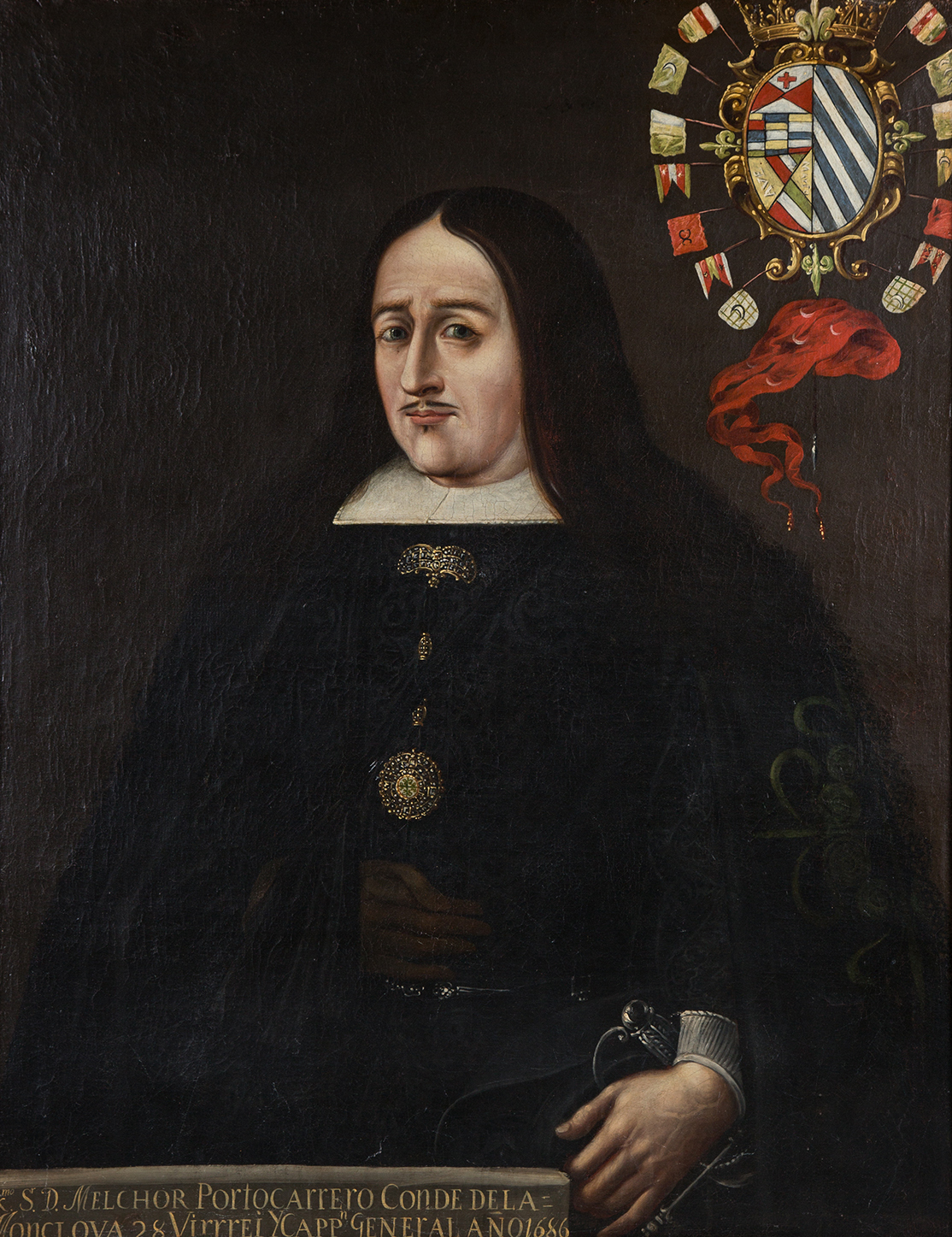
Melchor de Portocarrero, Graf von Monclova

Melchor de Portocarrero y Lasso de la Vega, Graf (spanisch: conde) von Monclova (* 4. Juni 1636 in Madrid, Spanien; † 22. September 1705 in Lima, heute Peru) war ein spanischer Kolonialverwalter, der als Vizekönig von Neuspanien und später von Peru amtierte.

## Leben

### Herkunft und Jugend
Melchor de Portocarrero entstammte dem spanischen Adel. Sein Vater Antonio war Hofmeister der Königin und erster Träger des Grafentitels, den Melchor nach dem Tode seines älteren Bruders Gaspar erbte. Melchor begann seine Laufbahn als Edelknabe am spanischen Hof. Später schlug er die militärische Laufbahn zunächst ab 1653 in der spanischen Marine ein.
Er heiratete Antonia Jimenez de Urrea Clavere y Sessé.

### Karriere in Europa
Unter dem Oberbefehl von Juan José de Austria kämpfte er in der spanischen Armee und war 1654 an der Belagerung von Arras, später von Condé und Saint Guillaume beteiligt. 1655 nahm er an der Schlacht von Villaviciosa teil. In der Schlacht in den Dünen bei Dünkirchen im Juni 1658 verlor er seinen rechten Arm. Portocarrero ließ sich eine Prothese aus Silber fertigen und wurde von seinen Soldaten seither Brazo de Plata (spanisch für „Silberarm“) genannt.
In der Folge stieg er zum Kavalleriehauptmann und Oberfeldmeister (Maestre de Campo) auf. Schließlich erreichte er den Rang eines Generalobersten (Teniente General) der Kavallerie und Generalkommissar der Infanterie und Kavallerie in Spanien. 1680 wurde er in den Kriegsrat sowie den Indienrat berufen und in den Orden von Alcantara aufgenommen.

### Amtszeit als Vizekönig von Neuspanien
1685 ernannte König Karl II. ihn zum Vizekönig von Neuspanien. Er reiste nach Mexiko und übernahm sein Amt im November 1686. Umgehend entsandte er eine Expedition in den Golf von Mexiko, die den Auftrag hatte, entlang der Küste (bis hinauf ins heutige Texas) mögliche französische Siedlungen und Forts zu entdecken und gegebenenfalls zu bekämpfen. In diesem Zusammenhang gründete er auch für 150 Siedlerfamilien die Ortschaft Monclova.
Außerdem ließ er für die Wasserversorgung von Mexiko-Stadt einen weiteren Aquädukt aus Chapultepec errichten und bestritt die Kosten dafür aus seiner eigenen Tasche.

### Amtszeit als Vizekönig von Peru
Ende 1688 wurde er zum Vizekönig von Peru berufen. Er segelte im Mai 1689 von Acapulco aus nach Südamerika. Am 15. August 1689 übernahm er formell das Amt in Lima.
Nach dem verheerenden Erdbeben von 1687 musste in und um Lima die Infrastruktur wieder aufgebaut werden; auch die Produktion in den Silberminen war dramatisch zurückgegangen. Der Aufbau zog sich über mehrere Jahre hin, bis Palast, Kathedrale und das Gebäude der Real Audiencia wieder standen. Die neugestaltete Plaza de Armas wurde 1693 vollendet; die neue Hafenmole von Callao erst 1696.
1696 fiel Cartagena in die Hände französischer Korsaren. Den Spaniern unter General Juan Díaz Pimienta gelang die Wiedereroberung.
In Portocarreros Amtszeit fiel ein weiteres schweres Erdbeben im Gebiet des heutigen Ecuador, das 1698 die Gegend um Quito erschütterte und etwa dreitausend Menschenleben forderte.
Der Vizekönig starb im Amte in Lima an einer unbekannten Krankheit am 22. September 1705. Sein ältester Sohn Antonio José befehligte später als General zu Lande und zu Wasser die Milizen von Peru.